# Jaume Josa i Llorca
Jaume Josa i Llorca (Barcelona, 7 de gener de 1945 - Barcelona, 21 d'octubre de 2012)
fou un biòleg i historiador de la ciència català i un dels màxims especialistes en l'obra de Charles Darwin a Espanya.

## Biografia
Fill de dos mestres de la República, depurats i separats del cos després de la guerra civil, Jaume Josa Savall i Josefa Llorca Grau, que no foren rehabilitats fins al primer govern socialista, cursà els primers estudis als escolapis i després emprengué la carrera de mestre i, finalment, la llicenciatura en ciències biològiques a la Universitat Central de Barcelona. Entre els seus professors que l'influïren en la seva vocació científica destaquen el paleontòleg Miquel Crusafont i Pairó (1910-1983), el genetista Antoni Prevosti i Pelegrín (1919-2011), el microbiòleg Ramon Parés i Farràs (n. 1927) i el químic Enric Casassas i Simó (1920-2000).
Des de mitjans de la dècada dels setanta emprengué la carrera docent a la Facultat de Biologia de la Universitat de Barcelona; una carrera que durà fins a la seva jubilació el 2011. En els primers anys, va col·laborar activament en l'organització del Laboratori de Biologia General de la Facultat. Més tard la seva docència es va orientar cap a la Història de les Ciències Naturals i Història de la Biologia, assignatures que impartí durant molts anys. Fins i tot, quan més endavant va arribar a ser Cap de Publicacions del Consell Superior d'Investigacions Científiques (CSIC) tampoc es va apartar de la seva docència. Els seus primers treballs científics es van orientar cap a l'entomologia i, especialment, cap a l'estudi dels lepidòpters de Catalunya. La majoria dels treballs els va portar a terme amb companys de la Societat Catalana de Lepidopterologia, a partir de captures realitzades en el camp, de les col·leccions del mateix Museu de Zoologia de Barcelona i de col·leccions particulars de membres de la Societat. Durant el curs 1978-1979, va gaudir d'una beca del British Council que li permetrà seguir els estudis de Associateship al Chelsea College de la Universitat de Londres. Estada que aprofitarà per dur a terme algunes visites a Down House, la que va ser casa, avui Museu, de Charles Darwin des de 1842, a la seva defunció en 1882.

## Estudiós de Darwin
Al seu retorn de Londres, Jaume Josa es va convertir en un dels majors estudiosos de la figura de Darwin i el darwinisme a Espanya. Quan l'any 1982, es va complir el primer centenari de la mort del científic anglès, va ser convidat a pronunciar diverses conferències sobre la dimensió de Darwin i les seves teories. Per damunt de tot, fou un enamorat de Darwin, que construí una veritable col·lecció documental sobre la seva figura i les seves obres, que no va parar de créixer durant la seva vida. Una de les seves fites fou l'edició que de L'origen de les espècies va preparar per a l'Editorial Espasa-Calpe.

## La revistaMundo Científico
Al començament dels vuitanta, preocupat per la divulgació científica, Jaume Josa va impulsar la publicació d'una versió en castellà de la revista francesa La Recherche, amb traduccions dels principals treballs publicats en l'edició francesa, i originals per a l'edició espanyola, que va prendre el nom de Mundo Científico i va comptar, amb el suport de l'Editorial Fontalba, començant a publicar-se el març de 1981 i presentant-se al Museu de la Ciència de Barcelona, amb la presència del mateix Jaume Josa i Claude Cherki, director de La Recherche, i a Madrid, a l'Hotel Castellana. José Gili Casals, es va convertir en el director de la revista, mentre el mateix Jaume Josa esdevenia director científic. La revista es va publicar fins a l'any 2003, fent-se càrrec de l'edició els darrers anys RBA. Amb José Gili, Josa també va codirigir la col·lecció «Ciencia» de l'Editorial Fontalba.

## Direcció del Servei de Publicacions del CSIC
Entre els anys de 1984 a 1989, es va encarregar de la direcció del Servei de Publicacions del CSIC, ocupant-se de rescatar alguns fons de la Junta per a Ampliació d'Estudis i llançant noves col·leccions com "Nuevas tendencias" i "Estudios sobre la Ciencia".

## Historiador de la ciència
El 1989, després de concursar en unes oposicions a l'Escala de Col·laboradors Científics del Consell Superior d'Investigacions Científiques, entre les quals es trobava una plaça d'Història de la Biologia amb destinació a la Institució Milà i Fontanals, a Barcelona, fou nomenat funcionari de carrera del CSIC. A partir d'aquí, deixà la direcció del Servei de Publicacions del CSIC i es va incorporar al Departament d'Història de la Ciència de la Institució Milà i Fontanals, institució que, més endavant, dirigiria entre els anys 1994 i 1998. Posteriorment s'ocuparia de la direcció de la Delegació del CSIC a Catalunya entre el 1996 i el 2000. L'any 2000, després de demanar l'excedència, treballà per a La Caixa per posar en marxa el Museu de la Ciència «CosmoCaixa» a la localitat madrilenya d'Alcobendas. El maig del 2002 reingressa a la funció pública, a l'Institut de Microelectrònica, però, va continuar com a investigador del Departament d'Història de la Ciència a la Institució Milà i Fontanals, al qual estigué vinculat des del 1990 fins a la fi dels seus dies.

## Erudit i divulgador
A més d'il·lustre científic, Josa va ser també un erudit, un gran savi i un divulgador de la història de la ciència. Fou membre de la Comissió per a l'Estímul de la Cultura Científica al Departament de Cultura de la Generalitat de Catalunya i va col·laborar estretament en In vitro: de les mitologies de la fertilitat als límits de la ciència, a la Fundació Miró de Barcelona. S'ocupà d'aixecar ponts entre les humanitats i les ciències, i fou un impulsor del Jardí Botànic de Barcelona, amb la firma el 1998 de l'acord de col·laboració entre el CSIC i l'Ajuntament de Barcelona. Josa fou, també, amic d'artistes i de toreros i assessor dels cantautors Gato Pérez, La Voss del Trópico i Jaume Sisa. Gran aficionat als toros, fou ponent al Parlament de Catalunya en la seva defensa de les corrides.
Jaume Josa Llorca va morir a Barcelona, un temps després de ser diagnosticat d'un càncer de pàncrees, el 21 octubre 2012, havent fet donació del seu cos a la Facultat de Medicina de la Universitat de Barcelona.

## Publicacions
- Darwin 100 anys després (1982)
- Història no tan natural: l'estudi i l'ensenyament de la biologia al Regne Unit (1987)
- Estudios histórico-críticos de la ciencia española (1988)